# Пинский детинец
Пинский детинец — укреплённая центральная часть древнерусского Пинеска, впервые упомянутого в Ипатьевской летописи под 1097 годом. После обособления удельного Пинского княжества в Пинском детинце находилась резиденция пинских князей.

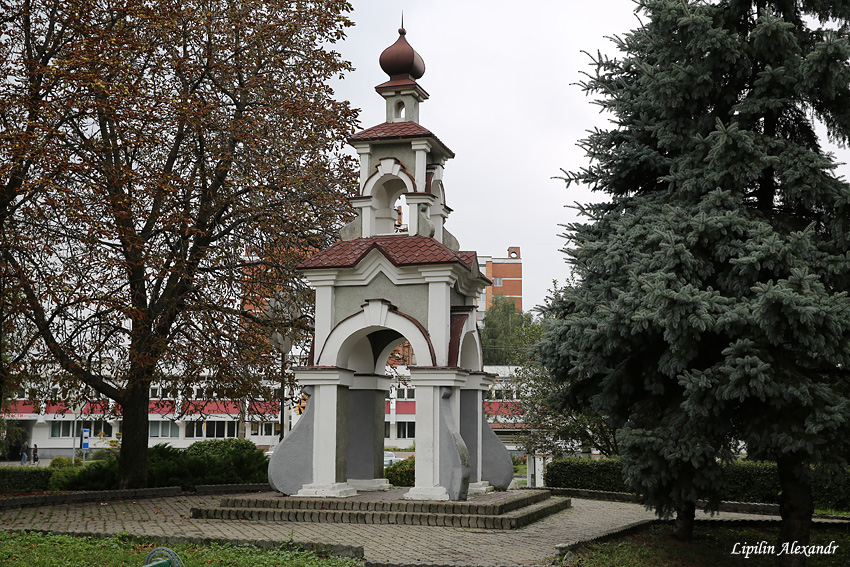
Памятное сооружение на границе древнего детинца и окольного города

Деревянный детинец Пинска находился в черте современного города на левом возвышенном берегу реки Пины. Местоположение детинца напротив места впадения Пины в Припять позволяло контролировать основные магистральные водные направления на запад по Пине, на юг (вверх по Припяти) и на восток (вниз по Припяти). По данным археологических исследований и старым планам детинец был укреплён по всему периметру валом и рвом. Ширина вала у его подножия составляла 30 м, а его высота достигала 7—8 м. Имелись внутривальные деревянные конструкции в виде клетей. Размеры детинца составляли 194x148 м, а площадь — около 2 га. Форма детинца была округлой, с запада, севера и юга его полукольцом охватывал окольный город площадью до 4 га, который, в свою очередь, был окружён с внешней стороны неукреплённым посадом. С южной стороны детинец почти вплотную подходил к берегу Пины, и его склоны практически смыкались с береговой линией. У въезда в детинец с северной стороны располагалась торговая площадь. Полукруглый выступ в валообразных возвышениях у въезда позволяет предположить, что здесь ранее находилась оборонительная башня, контролировавшая въезд на детинец. В детинце наряду с княжеским двором располагалась Дмитриевская церковь.
Культурный слой на пинском городище достигает мощности 5 м. Значимые раскопки на этом месте проводили Т. В. Равдина, Б. В. Миролюбов, Я. И. Рябников, П. Ф. Лысенко. Вскрыты многочисленные деревянные постройки, настилы улиц и дворов, собрана разнообразная коллекция древнерусского оружия, орудий труда, украшений, предметов бытового обихода, поливных керамических плиток. Археологическими раскопками выявлены четыре древние улицы: две из них были направлены радиально, от детинца к внешнему валу, две другие – полукольцевые, повторяли очертания вала. Улицы имели деревянную вымостку, дворы размещались по обеим сторонам и ограждались частоколами.